# Cerapachys sculpturatus
Cerapachys sculpturatus é uma espécie de formiga do gênero Cerapachys.